# Korneliusz Lebiecki
Korneliusz Lebiecki herbu Ościa (ur. 16 września 1689, zm. 22 stycznia 1730) – duchowny greckokatolicki. 

## Życiorys
Należał do zakonu bazylianów. W 1716 rozpoczął studia w Kolegium św. Atanazego w Rzymie, w 1717 przyjął święcenia kapłańskie. był kaznodzieją w klasztorze bazylianów Trójcy w Wilnie, mistrzem nowicjatu w Byteni, rektorem seminarium bazylianów w Włodzimierzu. 15 stycznia 1729 został archimandrytą klasztoru w Supraślu. 12 sierpnia 1729 otrzymał królewską nominację na biskupa włodzimiersko-brzeskiego. Konsekrowany 11 grudnia 1729, zmarł nagle 42 dni później, co zrodziło podejrzenia o jego otruciu.
Z okazji konsekracji biskupa Lebieckiego powstał utwór «Wiek zakonny w Niebie zapisuiący Dzieie, do czego od strzały użycza Piora, to iest Medytacye Zakonne z Przydatkiem Nabożeństwa Kapłańskiego. Przez X. Wáleryana Zawadzkiego Zákonu Swiętego Bazylego W. Konsultora Konwentu Supraśl: do Druku powtore podane. Roku 1730. Dnia 14. Stycznia, (Supraśl, Druk OO Bazylianów)».